# Государственное агентство по обязательному медицинскому страхованию (Азербайджан)
Государственное агентство обязательного медицинского страхования Азербайджана  (азерб. İcbari Tibbi Sığorta üzrə Dövlət Agentliyi) — публичное юридическое лицо, обеспечивающее введение обязательного медицинского страхования в Азербайджане, аккумулирующее денежные средства для финансирования медицинских услуг в рамках Пакета услуг, являющееся приобретателем здравоохранительных услуг и обеспечивающее оплату необходимых расходов в связи с этим.

## История
Государственное агентство обязательного медицинского страхования начало свою деятельность под названием «Государственное агентство обязательного медицинского страхования при Кабинете Министров Азербайджана согласно Указу Президента Азербайджана от 15 февраля 2016 года №765. Указом Президента Азербайджана от 24 ноября 2016 года на его базе создано публичное юридическое лицо «Государственное агентство обязательного медицинского страхования» (далее - Агентство).
Указом Президента Азербайджанской Республики от 6 сентября 2017 года утвержден Устав Агентства.

## Общие сведения
Агентство является организацией, обеспечивающей введение обязательного медицинского страхования, аккумулирующей в фонде обязательного медицинского страхования денежные средства для финансирования медицинских услуг в рамках Пакета услуг, осуществляющей от имени государства функции централизованного приобретателя здравоохранительных услуг и обеспечивающей оплату необходимых расходов в связи с этим.
Введение Агентством системы обязательного медицинского страхования было осуществлено в 2017—2019 годах в городах Мингячевир и Евлах, Агдашском районе в качестве пилотного проекта. Осуществление пилотного проекта послужило выявлению возможных проблем в этой области, нахождению эффективных путей решения и приобретению опыта. В период проекта страховые взносы от населения не взимались.
Успешное завершение пилотного проекта создало почву для его реализации по всей стране. В результате Постановлением Кабинета министров от 10 апреля 2020 года №136 было утверждено введение обязательного медицинского страхования в стране в 3 этапа. Постановление о поэтапном введении было связано с сокращением рисков при переходе на обязательное медицинское страхование, подготовкой медицинских учреждений и населения к указанному процессу с учётом величины охвата реформы и введением нового механизма финансирования в медицинских учреждениях.
I этап, начавшийся 1 января 2020 года, завершился охватом введения системы обязательного медицинского страхования 23 городов и районов (Мингячевир, Губа, Гусар, Хачмаз, Шабран, Сиязань, Хызы, Гобустан, Исмаиллы, Агсу,  Шамаха, Балакен, Загатала, Гах, Шеки, Огуз, Габала, Гейчай, Уджар, Зардаб, Кюрдамир, Евлах  и Агдаш).
II этап, начавшийся 1 января 2021 года — охватом 36 городов и районов (Гянджа, Нафталан, Ширван, Газах, Агстафа, Товуз, Шамкир, Гядабей, Дашкесан, Самух, Гейгель, Геранбой, Ходжалы, Бейляган, Ходжавенд, Агджабеди, Лачин, Барда, Физули, Агдам, Тертер, Кяльбаджар, Астара, Лянкяран, Лерик, Ярдымлы, Масаллы, Джалилабад, Нефтчала, Билясувар, Джебраил, Сальян, Имишли, Саатлы, Сабирабад и Гаджигабул).
III этап, начавшийся 1 апреля 2021 года, завершился охватом введения системы обязательного медицинского страхования всей страны, включая города Баку и Сумгаит, а также Абшеронский район.

## Направления деятельности
- участие в формировании единой политики в области обязательного медицинского страхования и обеспечение осуществления этой политики
- осуществление обязательного медицинского страхования населения и обеспечение финансовой устойчивости обязательного медицинского страхования
- создание равных условий для населения при пользовании медицинскими услугами в рамках обязательного медицинского страхования, принятие мер по обеспечению доступности обязательного медицинского страхования для всех, повышения качества и эффективности медицинских услуг с целью охраны здоровья населения
- обеспечение развития области обязательного медицинского страхования.

## Обязанности
- в соответствии с Законом Азербайджанской Республики «О медицинском страховании» подготовить предложения по установлению размера взноса на обязательное медицинское страхование;
- обеспечить сбор взносов на обязательное медицинское страхование и прочих средств и эффективно использовать их по назначению, с целью обеспечения финансовой стабильности обязательного медицинского страхования создать резервы обязательного медицинского страхования и управлять средствами обязательного медицинского страхования;
- принимать меры по повышению качества медицинских услуг, оказываемых населению в рамках Пакета услуг;
- создать единую электронно-информационную систему в области обязательного медицинского страхования и электронную базу данных, обеспечить возможность пользования данной электронно-информационной системой медицинскими учреждениями и прочими пользователями;
- вести единый реестр медицинских учреждений, привлеченных к обязательному медицинскому страхованию;
- организовывать тренинги в области обязательного медицинского страхования, вносить предложения по подготовке квалифицированных специалистов и составлению учебных программ и участвовать в их реализации;
- гарантировать защиту прав лиц, застрахованных в системе обязательного медицинского страхования;
- координировать деятельность государственных органов и организаций, органов местного самоуправления, юридических и физических лиц в области обязательного медицинского страхования;
- обеспечить информирование населения о своей деятельности, создание интернет-сайта, размещение на сайте имеющейся у него подлежащей разглашению публичной информации, перечень которой установлен Законом Азербайджанской Республики «О получении информации», и постоянное обновление данной информации;
- принимать меры по совершенствованию структуры и деятельности Агентства;
- выполнять иные обязанности, установленные законом и указами Президента Азербайджанской Республики.

## Филиалы Агентства
С целью обеспечения эффективной координации между Агентством и медицинскими учреждениями, функционирующими в регионах, в различных регионах страны создано 11 филиалов, входящих в структуру Агентства: Гянджинский, Лянкяранский, Шекинский, Губинский, Ширванский, Шамахинский, Мингячевирский, Гейчайский, Агджабединский, Шамкирский и Джалилабадский филиалы.
В сферу деятельности филиалов входят оказание поддержки Агентству в области обязательного медицинского страхования, осуществление обязательного медицинского страхования населения и обеспечение финансовой устойчивости обязательного медицинского страхования, принятие мер по повышению качества и эффективности медицинских услуг, а также проведение просветительской работы в области обязательного медицинского страхования.

## Договор Агентства с государственными медицинскими учреждениями
Агентством заключены договоры с государственными медицинскими учреждениями, подведомственными TƏBİB. Медицинские услуги гражданам оказываются в рамках Пакета услуг в медицинских учреждениях, подведомственных TƏBİB. При невозможности оказания соответствующей услуги в государственных медицинских учреждениях, подведомственных TƏBİB, гражданину выдается направление в одно из медицинских учреждений, с которыми Агентство заключило договор (частные и подведомственные соответствующему государственному органу медицинские учреждения).

## Договорные медицинские учреждения Агентства
При выборе договорных медицинских учреждений учитываются определенные критерии. Медицинские учреждения должны быть в состоянии оказывать наиболее широкий ассортимент услуг, чтобы гражданин мог воспользоваться необходимой амбулаторной или стационарной медицинской услугой. Также медицинское учреждение должно быть обеспечено квалифицированным врачебным и прочим медицинским персоналом, соответствующим оборудованием для оказания медицинских услуг, предусмотренных в Пакете услуг. Количество медицинских учреждений продолжает расти в положительной динамике.

## Электронные услуги Агентства
Агентство предоставляет следующие электронные услуги: «Результаты лабораторных анализов», «E-TƏBİB», «Вход в личный кабинет», «Электронное обращение», «COVID-19 vaksin randevu», «Получение результата PZR-анализа на COVID-19 в онлайн-режиме» и «Онлайн-оплата медицинских услуг».

### Колл-центр
Через Колл-центр Агентства можно получить информацию о системе обязательного медицинского страхования, государственных медицинских учреждениях, которые будут функционировать в рамках обязательного медицинского страхования, Пакете услуг, приёме на работу, эпидемии коронавируса.
Колл-центр Агентства обслуживает по 5 перенаправляющим линиям. Линия Колл-центра по обязательному медицинскому страхованию (1542-1), линия в связи с вопросами инвалидности (1542-2), линия в связи с выдачей направлений (1542-3), линия в связи с коронавирусом (1542-4) работают 5 дней в неделю с 09.00 до 18.00. Линия связи с оператором (1542-0) функционирует круглосуточно, 7/24.
Из любого региона республики со стационарных и сотовых телефонов можно бесплатно позвонить в Колл-центр «1542».
С 7 января 2024 года по номеру 1542-2 предоставляются сведения об обслуживании в контрактных частных медицинских учреждениях. Обращения по вопросам инвалидности принимает колл-центр TƏBİB по номеру «815».

## Международное сотрудничество
Агентство осуществляет совместные проекты и мероприятия по различным направлениям с рядом международных организаций - Всемирной организацией здравоохранения, Всемирным банком, Фондом в области народонаселения ООН, Детским фондом ООН, Глобальным фондом, Министерством семьи, труда и социальных услуг и Организацией социального обеспечения Турции (SGK), Турецким агентством по сотрудничеству и координации, Агентством США по международному развитию, Германским обществом по международному сотрудничеству (GIZ), Посольством Кореи, Корейским агентством по международному  сотрудничеству (KOICA), Посольством Японии, Японским агентством по международному сотрудничеству (JICA), Азиатским банком развития, Организацией совместной помощи Азербайджану (UAFA), Евросоюзом и международными компаниями.

## Законодательство
- Закон Азербайджана «О медицинском страховании» (азерб.)
- Закон Азербайджана «Об охране здоровья населения» (азерб.)